# Горско-Абланово
Горско-Абланово (болг. Горско Абланово) — село в Болгарии. Находится в Тырговиштской области, входит в общину Опака. Население составляет 386 человек (2022).

## Политическая ситуация
В местном кметстве Горско-Абланово, в состав которого входит Горско-Абланово, должность кмета (старосты) исполняет Сашко  Петров Сыбков (Болгарская социал-демократия (БСД)) по результатам выборов.
Кмет (мэр) общины Опака — Лютфи Реянов Рюстемов Движение за права и свободы (ДПС)) по результатам выборов.